# Кальво Сотело, Хосе
Хосе́ Ка́льво Соте́ло (исп. José Calvo Sotelo; 6 мая 1893, Туй, Понтеведра — 13 июля 1936, Мадрид) — испанский политический деятель, адвокат, экономист.

## Юрист и политик
Отец — судья Петро Кальво Камина, мать — Элиса Сотело Лафуэнте. В связи с частыми переводами отца по службе, в детстве и юности неоднократно менял место жительства. Окончил юридический факультет университета Сарагосы, в 1917 году получил степень доктора права в Центральном университете Мадрида за работу о злоупотреблении правом как ограничением прав граждан. Это была первая научная работа в Испании на данную тему; её выводы были использованы в 1942 году Верховным судом Испании. Во время учёбы в университете активно сотрудничал в католическом издании El Noticiero («Репортер») и основал недолго выходивший университетский журнал. Позднее публиковался в мадридском издании Vida Ciudadana («Общественная жизнь»), органе «мауристов» — сторонников известного консервативного испанского политика Антонио Мауры, к которым он принадлежал.
С 1915 года работал чиновником в министерстве юстиции, с 1916 года — адвокат, в 1917—1920 годах преподавал в Центральном университете. В 1918 году был секретарём Мауры в бытность его премьер-министром; в этот период он впервые занимался вопросами реформы местного самоуправления. В 1919 году был избран депутатом кортесов (парламента), в котором активно критиковал касиков (региональных лидеров, часто действовавших независимо от центральных властей). В 1921 году Маура вновь стал премьер-министром и назначил Кальво Сотело губернатором Валенсии — на этом посту он находился в сентябре 1921 — апреле 1922 года.

## Генеральный директор администрации
После прихода к власти в результате военного переворота генерала Мигеля Примо де Риверы в 1923 году Кальво Сотело с разрешения Мауры принял должность генерального директора администрации, на которую был назначен 22 декабря 1923 года. В этом качестве он руководил разработкой Муниципального устава, опубликованного 8 марта 1924 года. В этом документе право голосования на местных выборах предоставлялось женщинам, имеющим самостоятельный заработок или являющихся главами семей. Кальво Сотело выступал за распространение избирательного права на всех женщин, но не получил поддержки со стороны военных властей (впрочем, он считал, что важным является сам прецедент женского голосования). Кроме того, избирательное право предоставлялось с 23 лет, было гарантировано тайное голосование и разрешались муниципальные референдумы, в том числе по вопросам отрешения от должности мэра. Муниципалитеты могли объединяться даже в тех случаях, когда они принадлежали к разным провинциям. Впрочем, положения о выборах муниципалитетов так и не были реализованы на практике.
В 1925 году был обнародован Провинциальный устав, в котором ограничивалась власть гражданских губернаторов и расширялись возможности местных органов власти — в этом отношении данный документ был естественным продолжением Муниципального устава. Ещё одной его особенностью было введение понятия района, введённого Кальво Сотело, несмотря на скептическое отношение к нему со стороны Мигеля Примо де Риверы, являвшегося сторонником унитарного государства. Впрочем, по мнению Кальво Сотело, самоуправляемые районы, объединяющие муниципалитеты на добровольных началах, должны были, напротив, способствовать уменьшению сепаратистских настроений в традиционных провинциях страны. При этом во всех уголовных и гражданских делах сохранялась юрисдикция Верховного суда, а правительство с согласия кортесов могло ликвидировать район в случае угрозы национальной безопасности. Будучи сторонником развития самоуправления, Кальво Сотело решительно возражал против федерализации Испании.

## Министр финансов
В декабре 1925 года Кальво Сотело был назначен министром финансов и в том же месяце представил проекты трёх указов, согласно которым, в частности, все собственники должны были в течение трёх месяцев объявить реальную стоимость своей недвижимости, что было необходимо для борьбы с уклонениями от уплаты налогов; для нарушителей предусматривались санкции. Эта инициатива столь возмутила землевладельцев, что они называли Кальво Сотело «большевистским министром». Впрочем, революционных изменений в результате его деятельности не произошло, но землевладельцы были вынуждены согласиться в 1926 году с увеличением земельного налога с крупных собственников (при сохранении в неприкосновенности его минимального уровня), в результате чего бюджетные доходы от него выросли с 161 млн песет в 1923 и 1924 годах до 210 млн песет в 1929 году. В 1927 году Кальво Сотело опубликовал проект налоговой реформы, в котором предлагалось ввести прогрессивное налогообложение рент и доходов, однако реализовать большинство предложенных им мер не удалось из-за сопротивления со стороны влиятельных оппонентов. Однако он смог упростить взимание налогов и улучшить работу налоговой инспекции.
В области экономической политики наиболее важным мероприятием Кальво Сотело было создание нефтяной монополии. Когда президент компании Shell Генри Детердинг потребовал отменить это решение, угрожая бойкотом, то испанское правительство парировало эту угрозу, заключив нефтяное соглашение с Советским Союзом. Кроме того, был основан Внешнеторговый банк Испании, реорганизованы Ипотечный банк и Банк промышленного кредита.
Снижение курса песеты, а также рост разногласий между диктатором и его министром (Кальво Сотело считал, что власть должна использовать политические механизмы, предусмотренные Конституцией 1876 года, действие которой было приостановлено после переворота) привели к отставке Кальво Сотело 20 января 1930 года. В этот период диктаторский режим переживал сильнейший кризис, и 28 января того же года он прекратил своё существование. В феврале — сентябре 1930 года Кальво Сотело был президентом Центрального банка. В апреле 1930 года он стал одним из лидеров Монархического национального союза, объединившего сторонников скончавшегося в марте того же года генерала Примо де Риверы.

## Эмигрант
В апреле 1931 года монархия в Испании была свергнута, и Кальво Сотело, являвшийся её активным сторонником и вызывавший ненависть у части левых приверженцев республики, был вынужден эмигрировать в Португалию. Он был заочно избран депутатом кортесов (парламента) на выборах в июне 1931 года, выступая в качестве сторонника католической церкви, развития частной собственности при введении прогрессивного налога на ренту и ограничении возможностей финансовой олигархии, прямых выборов президента и создания двухпалатного парламента, противника федерализма при поощрении региональных автономий в виде районов.
Однако он не смог вернуться в страну, так как республиканское большинство кортесов постановило судить его как бывшего министра диктатуры, причём судебным органом должна была стать комиссия, созданная депутатами (Кальво Сотело был согласен только на то, чтобы его судили профессиональные судьи, а не политики). В результате Кальво Сотело был обвинён в незаконном предоставлении табачной монополии предпринимателю Хуану Марчу, хотя он публично выступал против этого предложения, а решение затем было принято диктатором Прима де Риверой. Он был заочно приговорён к 12 годам лишения свободы, что усилило его негативное отношение к республике (он называл её власть «республиканской диктатурой»).
Из Лиссабона Кальво Сотело переехал в Париж, где контактировал с лидером крайне правой французской организации «Аксьон франсез» Шарлем Моррасом. Он интересовался различными политическими течениями того времени — от фашизма (в 1933 году Кальво Сотело посетил Италию, где встречался с Бенито Муссолини и Итало Бальбо) до «Нового курса» Франклина Рузвельта, симпатии к которому он высказывал в ряде своих работ. Кроме того, он занимался активной журналистской деятельностью, причём его гонорары достигли уровня министерской зарплаты. Как политик, он продолжал оставаться монархистом, но выступал за обновление монархии и отказ бывшего короля Альфонса XIII от своих династических прав в пользу его сына Дона Хуана, графа Барселонского, считая, что новый лидер повысит популярность монархического движения.
В сентябре 1933 года адвокатские коллегии Испании делегировали Кальво Сотело в состав Суда конституционных гарантий (аналог Конституционного суда). На выборах в кортесы 1933 года он был вновь заочно избран депутатом. Политическая амнистия 1934 года позволила ему вернуться в страну и занять своё место в кортесах.

## Монархический лидер
Будучи депутатом кортесов, Кальво Сотело стал одним из лидеров монархической партии «Обновление Испании». Одновременно он сотрудничал с Испанской фалангой — крайне правой организацией, возглавлявшейся сыном бывшего диктатора Хосе Антонио Прима де Риверой, хотя их разделяло отношение к монархии, противниками которой были фалангисты. В 1936 он был одним из лидеров Национального блока — объединения правых сил, основой которого была Испанская конфедерация независимых правых (CEDA). На досрочных выборах в кортесы в феврале 1936 года Национальный блок проиграл левому Народному фронту, но Кальво Сотело в очередной раз был избран депутатом и стал одним из основных лидеров правой оппозиции, подвергая в своих выступлениях резкой критике новое правительство республики. Ещё во время избирательной кампании он предупреждал избирателей, что если те не проголосуют за Национальный блок, то над всей Испанией будет развеваться красный флаг — «тот флаг, красный цвет которого станет символом уничтожения прошлого Испании и её идеалов».
Кальво Сотело был наиболее заметной фигурой среди депутатов-монархистов и одним из самых ярких ораторов правых. В одном из своих выступлений он заявил, что если бы военный взбунтовался против республики и за монархию, то он был бы безумцем, но точно также был бы безумцем военный, отказывающийся поднять бунт за Испанию и против анархии. Широкую известность получили слова Кальво Сотело: «Мы предпочтём умереть со славой, чем жить с позором!».
Некоторые источники утверждают, что одна из лидеров коммунистов Долорес Ибаррури в зале заседаний кортесов угрожала ему расправой (сама она это отрицала).

## Гибель Кальво Сотело

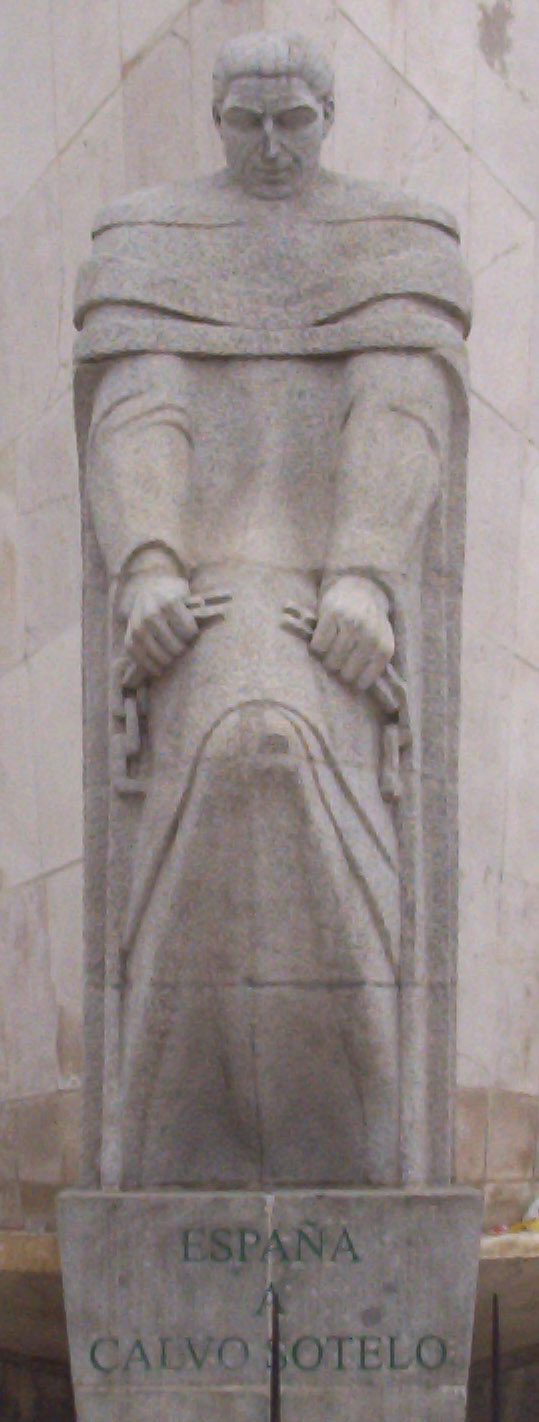
Памятник Кальво Сотело в Мадриде

Обострение противостояния в стране привело к серии политических убийств — жертвой одного из них 12 июля 1936 года стал лейтенант-республиканец Хосе Кастильо, ранее подавлявший выступления фалангистов. В ответ другой сторонник республики, капитан Кондес предложил правительству арестовать двух лидеров правой оппозиции — Кальво Сотело и Хосе Мария Хиль-Роблеса, которые должны были выступить в качестве своего рода заложников, гарантирующих сдержанное поведение правых. Существует информация о том, что премьер-министр и министр внутренних дел согласились на это предложение (историки-франкисты настаивали на том, что они дали санкцию на убийство этих политиков, но доказательств этой версии нет). Хиль-Роблес в это время отсутствовал в Мадриде, а Кальво Сотело был арестован примерно в три часа ночи 13 июля в своём доме. Прощаясь с семьёй, он обещал как можно скорее связаться с ней по телефону, «если эти господа не вышибут мне мозги». Вскоре после этого он был убит двумя выстрелами в упор в полицейском автомобиле.
Убийство Кальво Сотело стало поводом, ускорившим военное выступление националистов 17 июля, ставшее началом гражданской войны. 

### Память
При режиме Франсиско Франко Кальво Сотело был признан одним из национальных героев, его называли «Первомучеником Крестового похода» и «Первомучеником Национального движения». Франко посмертно присвоил ему титул герцога.
В  Мадриде в 1960 году был установлен монумент Кальво Сотело.